# 天蠶變之再與天比高
《天蠶變之再與天比高》（Reincarnated II），香港亞洲電視古裝武俠劇，全劇共31集，1993年10月4日-11月13日首播。本劇雖名為1979年武俠劇《天蠶變》續集，但實際在劇情上与前作沒有太大關聯，實為將《天蠶變》、《天龍訣》及小說《天蠶再變》的人物及情節相結合，再加以改編創新的産物，可視為《天蠶變》的改編作品。
本劇主題曲沿用由關正傑主唱的《天蠶變》經典主題曲，但重新編曲。

## 劇情簡介
正德元年，雲飛揚在決鬥中擊斃獨孤無敵後隱居。三年後，把持朝政的太監劉瑾勾結邪派白蓮教，危害武林及朝廷，陆丹一家除了他满门被株连。為挽救日漸式微的武當，雲飛揚只有再次出山。
本是一江湖小偷的小子，意外看到锦衣卫在酒馆滥杀无辜并結識了被流放并背負血海深仇的陸丹，在云飞扬帮助下，二人逃过大难，意外走入苗族势力范围，被洞主萨高孟多擒获，幸得贝贝相助才逃出生天，小子更在苗族圣地吸吮了天蚕虫的血液，获得天蚕内力。
二人后在某次意外结缘被白莲教主不老神仙打落山崖并丧失记忆的正德帝，三人結拜為兄弟。不料，陸丹在白莲教及锦衣卫追捕下意外察覺到正德的身份，陷入了瘋癲，發誓要取正德性命，并跟小子割袍断义，跟萨高孟多勾结，為死去的陸家一門報仇。
正德帝在民間与酒家女李鳳相戀，但因自己的特殊身份，唯有回京對付劉瑾。正德帝聯合小子、唐百川、雲飛揚、徐庭封、王守仁等忠義之士，合力將劉瑾及其黨羽一同勦滅。
一波剛平，一波又起。苗族洞主薩高孟多被小子及王守仁制服，决定假意臣服于朝廷，卻暗中利用妹妹貝貝，向正德帝下蠱，間接害死了徐庭封、傅香君。雲飛揚隻身与孟多決鬥，誤中其毒。情人唐寧為雲捨身吸毒，雲才擊斃了孟多。
陸丹報仇心切，練成了天蠶魔功，蛻變成十惡不赦的殺人魔頭。雲飛揚遭陸丹暗算，傷重而死，維護正義的重任落在小子肩上。陸丹為對付小子，故意傷害小子心愛的郡主朱菁照。為救郡主，小子損失了大半功力。
決戰不可避免，小子和陸丹，化身為天蠶神功與天蠶魔功殊死決鬥。本處于劣勢的小子，卻意外地天蠶再變，爆發出無窮力量，最終擊敗陸丹。小子本想殺了陸丹，為武林除害，但見其已功力盡失且成白癡，加上貝貝苦苦哀求，於是留其性命。
一場江湖浩劫終於劃上了句號，小子卻離開了皇宮，帶着郡主雲遊四海而去。

## 演員表
- 徐少強 飾 雲飛揚
- 尹天照 飾 小子／唐容
- 羅頌華 飾 陸丹
- 宗　揚 飾 正德帝
- 蔡曉儀 飾 朱菁照
- 程文意 飾 貝貝
- 惠天賜 飾 薩高孟多
- 潘志文 飾 徐庭封
- 麥麗紅 飾 傅香君
- 陳冬梅 飾 徐憶蘭
- 高　雄 飾 唐百川
- 雪　梨 飾 唐寧
- 羅　烈 飾 劉瑾
- 歐陽珮珊 飾 不老神仙
- 黃允材 飾 白石
- 羅青浩 飾 南偷
- 尹麗玉 飾 北盜
- 鮑起靜 飾 太后
- 容錦昌 飾 朱宏照
- 馮美英 飾 李鳳
- 嚴秋華 飾 劉二翰
- 王艷娜 飾 劉月嬋
- 關偉倫 飾 天尊
- 施　明 飾 地尊
- 劉錫賢 飾 戴英雄
- 陳　東 飾 青桐道長
- 梁錦燊 飾 青楓道長
- 馮　國 飾 基
- 鄭恕峰 飾 常勝
- 張　錚 飾 王守仁
- 甘　山 飾 曹元
- 煒　烈 飾 江彬
- 譚少英 飾 金花鬼母
- 司馬華龍 飾 鐵雁道長
- 黃莎莉 飾 紫杉龍王
- 黃樹棠 飾 柳先秋
- 曾守明 飾 木頭陀
- 楊嘉諾 飾 張翠霖
- 萬斯敏 飾 春桃
- 王清河 飾 福伯
- 夏春秋 飾 周千總
- 周兆麟 飾 周時裕
- 嘉　俊 飾 阿根
- 凌腓力 飾 成王
- 石中玉 飾 拉古
- 歐陽耀麟 飾 子虛
- 蕭鍵鏗 飾 陸遷
- 楊澤霖 飾 獨孤無敵

## 軼事
- 本劇部分演員曾演出《天蠶變》，其中飾演雲飛揚及獨孤無敵的演員與上一輯一樣；而關偉倫和甘山更曾演出《天蠶變》的續集《天龍訣》。（註：在《天蠶變》中飾演千面佛及在《天龍訣》飾演常勝的演員，和本劇飾演唐百川的演員，雖均名為高雄，但不是同一人）
- 劇中飾演雲飛揚與唐寧的演員徐少強和雪梨現實中曾為情侶。

| 香港亞洲電視本港台 晚上八點鐘劇場 星期一至五 20:00-21:00 | 香港亞洲電視本港台 晚上八點鐘劇場 星期一至五 20:00-21:00 | 香港亞洲電視本港台 晚上八點鐘劇場 星期一至五 20:00-21:00 |
| -------------------------------------------------------- | -------------------------------------------------------- | -------------------------------------------------------- |
|                                                          | （1993.10.4- 1993.11.13）                                |                                                          |
| 馬場風雲 （1993.9.6 - 1993.10.1）                        | 勝者為王III王者之戰 （1993.11.15 - 1993.12.24）          |                                                          |